# Nghĩa Thịnh, Nghĩa Đàn
Nghĩa Thịnh là một xã thuộc huyện Nghĩa Đàn, tỉnh Nghệ An, Việt Nam.
Xã Nghĩa Thịnh có diện tích 8,79 km², dân số năm 1999 là 4022 người, mật độ dân số đạt 458 người/km².